# Гайс (Аппенцелль-Ауссерроден)
Гайс (нім. Gais AR) — громада  в Швейцарії в кантоні Аппенцелль-Ауссерроден, округ Міттельланд.

## Географія
Громада розташована на відстані близько 160 км на схід від Берна, 14 км на схід від Герізау.
Гайс має площу 21,2 км², з яких на 6,8% дозволяється будівництво (житлове та будівництво доріг), 46,7% використовуються в сільськогосподарських цілях, 44,9% зайнято лісами, 1,6% не є продуктивними (річки, льодовики або гори).

## Демографія
2019 року в громаді мешкало 3066 осіб (+0% порівняно з 2010 роком), іноземців було 13,5%. Густота населення становила 145 осіб/км².
За віковим діапазоном населення розподілялося таким чином: 19,8% — особи молодші 20 років, 59% — особи у віці 20—64 років, 21,2% — особи у віці 65 років та старші. Було 1301 помешкань (у середньому 2,3 особи в помешканні).
Із загальної кількості 1326 працюючих 113 було зайнятих в первинному секторі, 338 — в обробній промисловості, 875 — в галузі послуг.